# HI-ME
HI-ME（ひめ）は、かつて存在した日本の3人組の女性アイドルユニット。
メンバーは牧田美知世（みい）、松田和枝（かずえ）、雨池由美子（ゆみ子）。現在広島県を拠点にローカルタレントとして活動している森真喜夫がプロデュース（当時森は東京で活動していた）。パチンコアイドルの元祖的存在で、『パチンコ娘』と銘打ってデビューし、全国のホールを中心にキャンペーンを行った。3枚のCDをリリースし、解散した。

## シングル曲
1. わたしの777（ビクター音産、1991年9月21日、VIDL-10149）
作詞：山本正之・吉田健美　作曲：山本正之　編曲：藤原いくろう
デビュー曲。間寛平の「ひらけ!チューリップ」を元にしたリメイク曲。
2. むすめミンミン（バップ、1992年9月21日、VPDB-20459）
作詞：柴田俊生　作曲・編曲：ジェームス下地
セカンドシングル。パチンコ機『OL娘』（SANKYO）とのタイアップ曲。
3. 金太の大冒険（コロムビアレコード、1993年10月1日、CODA-266）
作詞・作曲：つボイノリオ　編曲：藤原いくろう
ラストシングル。つボイノリオの同名曲のカヴァー。つボイノリオのアルバム『あっ超ー』では彼女らの解散にふれている。本曲のカラオケ化（ちなみにHI-ME本人らが出演している）がきっかけで、本曲の知名度がアップしたといわれている。

## 出演
大阪パチンコ物語 浪花の勝負師（1992年）ケイエスエス